# Manfred R. W. Garzmann
Manfred Richard Walter Garzmann (* 28. Februar 1941 in Braunschweig) ist ein deutscher Historiker und Archivar, der von 1981 bis 2001 Leiter des Stadtarchivs Braunschweig war.

## Leben
Manfred Garzmann besuchte das Gymnasium Neue Oberschule in Braunschweig. Er studierte an der Christian-Albrechts-Universität zu Kiel, wo er 1975 mit der Schrift Stadtherr und Gemeinde in Braunschweig im 13. und 14. Jahrhundert promoviert wurde.
Gemeinsam mit seiner Ehefrau rief er die 2010 anerkannte Maximilian-Garzmann-Stiftung zur „Unterstützung bedürftiger Schülerinnen und Schüler des Wilhelm-Gymnasiums in Braunschweig“ ins Leben.

## Schriften (Auswahl)
Monografien
- Stadtherr und Gemeinde in Braunschweig im 13. und 14. Jahrhundert. Dissertation, gleichzeitig Braunschweiger Werkstücke, Band 13, Reihe A, Band 53 der gesamten Reihe, Braunschweig 1976.
- 750 Jahre Stadtrechte für Altstadt und Hagen. Stadtarchiv und Stadtbibliothek Braunschweig (= Kleine Schriften, Heft 1). Braunschweig 1977.
- Ludwig Hänselmann (1834–1904). Erster hauptamtlicher Stadtarchivar Braunschweigs. Stadtarchiv und Stadtbibliothek Braunschweig, Kleine Schriften, Heft 12, Braunschweig 1984.
- Welfische Landesherrschaft und bürgerliches Selbstverständnis im mittelalterlich-frühzeitlichen Braunschweig. Braunschweig 1992.

Herausgeberschaft
- mit Wolf-Dieter Schuegraf: Jubiläumsschrift: 125 Jahre Stadtarchiv. 125 Jahre Stadtbibliothek. 75 Jahre Öffentliche Bücherei. Braunschweig 1985, ISBN 3-87884-029-2.
- Rat und Verfassung im mittelalterlichen Braunschweig. Festschrift zum 600jährigen Bestehen der Ratsverfassung 1386–1986. Braunschweiger Werkstücke, Band 21, Reihe A, Band 64 der gesamten Reihe, Braunschweig 1986.
- mit Luitgard Camerer, Wolf-Dieter Schuegraf, Norman-Mathias Pingel: Braunschweiger Stadtlexikon. Joh. Heinr. Meyer Verlag, Braunschweig 1992, ISBN 3-926701-14-5.
- Urkundenbuch der Stadt Braunschweig. Band 5, bearb. von Josef Dolle, Veröffentlichungen der Historischen Kommission für Niedersachsen und Bremen 37, Hahnsche Buchhandlung, Hannover 1994, ISBN 3-87898-057-4.
- mit Wolf-Dieter Schuegraf, Norman-Mathias Pingel (Hrsg.): Braunschweiger Stadtlexikon – Ergänzungsband. Joh. Heinr. Meyer Verlag, Braunschweig 1996, ISBN 3-926701-30-7.
- Urkundenbuch der Stadt Braunschweig. Band 6, bearb. von Josef Dolle, Veröffentlichungen der Historischen Kommission für Niedersachsen und Bremen 37, Hahnsche Buchhandlung, Hannover 1998, ISBN 3-7752-5904-X.
- Teiledition der Chronik des Braunschweiger Bürgermeisters Christoph Gerke (1628–1714). In: Quaestiones Brunsvicenses. Band 11/12, Stadtarchiv Braunschweig, Braunschweig 1999/2000, ISBN 3-7752-5790-X.